# 조공
조공(朝貢)은 한 집단이 다른 집단과 서로 예물을 바치는 무역 행위를 말하며 유럽의 경우에는 트리뷰트(Tribute)라고 부른다. Tribute의 경우에는 로마 제국이나 신성 로마 제국에 속한 영토에 공작이나 선제후들을 임명하고 제국에 대한 의무로서 세금이나 공물을 바치는 봉건적인 시스템이다.
동아시아의 경우는 유럽과 달리 조공(Tribute)이라는 것이 의미가 다르며 특수한데 중국의 주나라때부터 신하들에게 영토를 내리고 그에 대한 공물을 받는 것으로 봉건 제도로서 시작이 되었으나 중국의 중앙 집권화가 시작되고 영토안의 제후들이 사라지면서 중국 영토밖의 독립적인 외국들이 중국과 무역할 때 형식적으로 사용된 교역 문화이다.

## 개요
주나라때부터 주나라는 친척들이나 공을 세운 신하들을 각 영토에 보내서 신하로 삼고 조공을 하게 하였다.
시간이 지나고 중국의 영토안에서만 행해진게 아니라 중국밖의 중국 한족들과는 다른 독립적인 이민족들이나 외국 국가 들과 교역을 할 때도 중국 왕조가 요구하며 행한 무역 시스템이다.
이는 서양 열강들이 중국 왕조와 교역을 원할 때도 중국이 서양 열강들에게도 요구한 제도이다.
조공을 행하는 나라는 중국 왕조에 형식적으로 공물이라는 명목으로 무역품을 보내고 중국 왕조들은 다른 외국의 왕들에게 형식적으로만 제후국의 책봉을 주면서 받은 공물의 몇 배에서 몇십 배가 되는 공물을 하사하였다. 경제적으로 보아 조공은 하는 쪽보다 조공을 받는 쪽이 더 불리한 무역 형태였다.
일본의 경우에는 견당사(遣唐使)는 중국과 무역을 하기 위해 조공을 했고 이에 대해 중국측은 「먼 나라에서까지 해마다 조공할 의무는 없다」는 반응을 보였다. 이러한 교역 시스템으로서의 조공은 경제적 이득 뿐 아니라 서적 구입, 정보 수집 등 사회・문화적 이익도 함께 따랐다.
다른 이민족들이나 국가들에 중국식 문화가 전파되면서 중국이 주나라 때부터 중국 영토안에서 실시한 이런 조공, 책봉 형태의 교역 제도를 외국 국가들이 중국 왕조와 무역,교역하기 위해 채택하였고 사용하기도 하였으나 때로는 이러한 제도에 자존심의 문제가 일어나거나 외국 국가들이 국력에 대한 자신감을 내세우기 위해 이러한 중국과의 무역을 위한 조공제도를 거부하였고 이러한 민족들은 스스로 국가를 세우고 중국 한족 왕조들을 정복하는 정복왕조가 수차례 오랜 기간 지속되어 왔다.
그래서 송나라 시대에는 이러한 양상이 반대로 행해졌다. 거란족들은 중국인 송나라와 교역하기 위해 조공 제도를 이용했으나 거란의 세력이 커지자 요(遼)를 세우고 나서는 송나라에 대등한 위치에서 교역을 원하였고 여진족이 세운 정복왕조인 금(金)나라는 송나라와 계속 전쟁을 하여 송나라가 책봉국 쪽에서 조공을 바치는 형태가 되었다.
몽골족이 세운 원(元) 왕조에서는 결국 송나라를 정복하였고 이 경우에는 중국인들이 몽골족에 완전히 복속되어 몽골족과 중국과의 조공 무역이 없어지게 된다.
명나라와 청나라 때는 잠시 외국들과 조공 무역이 행하여 졌지만 시행되지 않았던 시기도 있다.
청(清) 왕조에서도 그 동안 외국(外國)들과 교역했던 것처럼 유럽 국가와의 교역을 기존의 조공 책봉의 중화 사상 제도를 적용하여 무역했지만 그 결과 유럽 국가의 반발을 불러 일으켜 아편전쟁의 불씨를 제공하였고 청나라는 서구 열강들의 반식민지가 되고 만다.
조공과 화사에 대한 내용은 국가마다 기록한 내용이 완전히 다르며 자존심을 위해 실제 없었던 외국의 조공기록을 꾸며내기도 한다. 돌궐, 오이라트 같은 외국들은 중국 왕조에 군사적으로 실질적인 공격을 가하거나 정복하여 중국이 조공을 하게 만들기도 하였다.

## 국가별

### 한국
한국 왕조들은 중국 영토밖의 독립적 왕조이지만 중국과 교역하기 위해 이런한 시스템을 사용하였고 중국 왕조와의 분쟁을 막는 실리 목적으로 조공 무역을 이용했다.
고려의 경우에는 중국 왕조와 교역하기 위해 이런 제도를 채택했지만 국가로서의 자존심을 세우기 위해 "해동천자"라는 황제국 체제를 보여주었고 왕을 종(宗)이라 하는 황실 예법을 사용하였다. 이를 외왕내제라고 하기도 한다. 또한 고려의 사신들은 사신의 의례에서 중국 왕조와 이민족 왕조들의 사신들과 대등한 서쪽에 자리잡았다.
고구려의 경우에는 북조를 세운 다른 이민족들과 같이 천자를 자칭하고 다른 국가들에 조공을 받았다. 이민족들이 건국한 북조도 천왕(天王)이라는 천자를 내세우고 중국인들에게 조공을 받았다.
조공은 무역으로 사례의 형식이다. 명사의 내용을 살펴보면 말 3천필이 요동에 도착하자 15,000필의 견포 즉 비단과 포목을 조선측에 주어 말값을 치루어 주도록 하였다는 기록이 있다. 또한 1393년 명사의 기록을 보면 말 9,800필을 조선측에서 건내자 명나라측에서 1만 9,700필의 모시와 면포를 조선측에 주도록 하였다는 기록이 있다. 조선이 청나라와는 조공 무역 시스템을 거부하기도 하였다. 조선에 조공을 바치던 여진족이 세운 청나라라는 국가를 인정하지 못하였기 때문이다. 그리고 북벌을 계획한다.
또한 한국의 왕조도 주변 민족 국가들로부터 조공을 받은 경우가 다수 확인된다. 삼국 시대에 고구려에게 복속해 있었던 말갈, 거란, 중국 왕조인 북연 등등이 고구려에 조공을 바쳤고 발해 또한 복속된 말갈제부로부터 조공을 받았다. 고려는 여진, 탐라에게 조공을 받았고, 조선도 여진이나 류큐국, 시암으로부터 조공을 받았다는 기록이 있다.

### 일본

#### 고대 시대
일본 최초의 조공은 후한대에 이르러 시작되었으며, 239년 야마타이왕조의 여왕인 히미코가 위에 조공을 하였다는 기록이 있다. 413년부터 502년까지 왜의 5왕이 중국 남조에 조공을 바치고 관직을 받았다.

#### 중세 시대
무로마치 막부 제3대 쇼군 아시카가 요시미쓰는 명나라와 명일무역을 개시하여 일본 국왕에 책봉되었다. 그리고 조선과도 무역을 하였다.

#### 근세 시대
도요토미 히데요시, 도쿠가와 요시무네 등은 일본국 대군의 지위를 각각 명, 청에 수여받았으며 도쿠가와 이에노부는 일본 국왕을 수여받았다.

### 베트남
베트남의 역대 왕조도 실리를 위해 중국 왕조에 조공을 하였다. 일방적으로 중국이 수탈하는 경우도 있었다. 반대로 조공을 받은 경우도 있다. 981년 전 레 왕조가 참파를 공격하여 항복을 받고 조공을 받았고, 리 왕조도 활발히 영토를 넒혀 여러 부족으로부터 조공을 받았다. 1807년에 진랍이 시암에 복속해 있다가 불화가 생겨 응우옌 왕조에 조공하고 복속하였다.

## 같이 보기
- 책봉